# گشت ارشاد ۳
گشت ارشاد ۳ فیلمی ایرانی به تهیه‌کنندگی و کارگردانی سعید سهیلی است که در سال ۱۴۰۰ به نمایش درآمد. این فیلم دنباله‌ای بر فیلم‌های گشت ارشاد (۱۳۹۰) و گشت ارشاد ۲ (۱۳۹۵) به‌شمار می‌رود و در آن پولاد کیمیایی، ساعد سهیلی، بهنام بانی و امیر جعفری ایفای نقش می‌کنند. میرطاهر مظلومی، نازنین کیوانی، مبینا رحمتی، اسدالله منجزی، امیر محاسبتی، اشکان عقیلی، مهدی دانایی فرد و علیرضا خواجه‌نیا از گروه بازیگران فیلم هستند.
مراحل فیلم‌برداری گشت ارشاد ۳ از اواخر خرداد ۱۳۹۹ در تهران آغاز شده بود و پس از ۲ ماه به پایان رسید. گشت ارشاد ۳ در ۲۶ آبان ۱۴۰۰ به‌صورت سینمایی در ایران اکران شد و در طول زمان اکرانش سومین فیلم پرفروش ایران شده‌است. این فیلم نقدهای ضد و نقیضی را از طرف منتقدان دریافت کرده‌است.

## خلاصهٔ داستان
پس از مدّتی، حسن و عطا از آمریکا دیپورت می‌شوند. آنها که به دنبال ون عباس می‌گشتند با فردی با نام پیکان (بهنام بانی) آشنا می‌شوند که ماشین به او اجاره داده شده‌است. حسن و عطا متوجه علاقه او به خوانندگی و همچنین ثروتمند بودن او می‌شوند پس تصمیم می‌گیرند به او کمک کنند، صدای فالش او را ادیت می‌زنند و او یک شبه به یک خواننده محبوب تبدیل می‌شود، مسئولان از او می‌خواهند کنسرتی را در یکی از شهرهای اطراف مشهد و در حضور سفیران دیگر کشورها برگزار کند اما او اعتماد به نفس اجرا کردن را ندارد، حسن و عطا از برادران بسیجی درخواست می‌کنند تا کنسرت او را به هم بریزند …

## بازیگران
- پولاد کیمیایی در نقش عطا
- ساعد سهیلی در نقش حسن
- بهنام بانی در نقش پیکان
- امیر جعفری در نقش اصغر
- میرطاهر مظلومی در نقش نیچه
- نازنین کیوانی در نقش ترانه
- مبینا رحمتی در نقش مژگان
- اسدالله منجزی پدر حسن
- امیر محاسبتی در نقش غلام
- اشکان عقیلی در نقش خودش
- مهدی دانایی فرد پسر عمو
- علیرضا خواجه‌نیا در نقش درویشی
- ریحانه پارسا در نقش مهوش

## حاشیه‌ها
مهاجرت ریحانه پارسا که از بازیگران اصلی فیلم بود و انتشار عکس‌های نیمه‌برهنه اش، اکران فیلم را با خطر جدی مواجه کرد و فیلم را توقیف کرد، اما وزیر ارشاد از اکران «گشت۳» حمایت کرد و گفت: «اگر یک تهیه‌کننده یا کارگردانی ۱۰میلیارد تومان هزینه می‌کند و یک فیلم سینمایی می‌سازد، نباید سرمایه این افراد برای مهاجرت یک بازیگر به خطر بیفتد.»
سرانجام فیلم در تاریخ ۲۶ آبان بدون حذف سکانس‌های مربوط به بازی ریحانه پارسا در فیلم، اکران شد، اما از عکس و نام این بازیگر در تبلیغات فیلم استفاده نشد که به‌نظر می‌رسد جزء شروط توافقی شورای صدور پروانه نمایش با سعید سهیلی بوده‌است.
البته حواشی مربوط به مهاجرت ریحانه پارسا به ضرر فیلم تمام نشد و باعث شد که اتفاقاً فیلم فروش بیشتری نیز داشته باشد.

## تولید
به گفته سعید سهیلی این فیلم مجوز ساخت در مشهد نگرفت و اداره ارشاد خراسان رضوی درخواست مجوز نداده بود. ساخت موسیقی فیلم را حبیب خزائی‌فر انجام داد. حمید فرخ‌نژاد به دلیل تداخل فیلم‌برداری نتوانست در این فیلم حضور داشته باشد. نویسنده فیلم حسام سامری زاده‌است.

## بازخورد
گشت ارشاد ۳ با فروش ۴۲٬۰۸۴ میلیارد تومانی سومین فیلم پرفروش سینماهای ایران شده‌است.
روزنامهٔ جوان در نقد خود فیلم را نپسندید و گفت «مخاطب بیچاره به امید تماشای فیلمی کمدی روانه سالن‌ها می‌شود ولی نه تنها با شبه‌فیلمی ضعیف و کلیشه‌ای روبه‌رو است که از دو نسخه قبلی هم عقب‌تر است بلکه با تصاویر متحرکی مواجه است که بیشتر به کنسرت شباهت دارد تا فیلم!». عصر ایران به سانسور یک سکانس انتقاد کرد و سانسور و پنهانکاری را در این دهه در مقابل «بسط و گسترش تکنولوژی، در دسترس بودن وسائل ارتباط جمعی و شبکه‌های اجتماعی» ناممکن خواند. دیجی کالا مگ در یک رتبه‌بندی لقب تکراری‌ترین فیلم ۱۴۰۰ را به آن داد و نوشت «خیلی خوب می‌تواند در وانفسای سینمای ایران به سود برسد.»